# Papilio polytes
Papilio polytes — дневная бабочка рода Papilio семейства парусников (лат. Papilionidae). Впервые вид описан в 1758 году Карлом Линнеем. Видовое название бабочки происходит от греческого слова «poly» — «множественный, разнообразный», что связано с половым диморфизмом самок.

## Ареал
Распространена в Южной и Юго-Восточной Азии, включая Филиппины, Индонезию, Микронезию.

## Описание
Размах крыльев 90—100 мм. Самки обычно крупнее самцов. Самцы представлены одной формой. Основной фон крыльев — чёрный. Передние крылья чёрного цвета с тонкими серыми прожилками, вдоль наружного края крыла располагаются пятна диаметром 2—3 мм, уменьшающиеся в размере к вершине, через одну срединную ячейку, белого цвета. На задних крыльях в средней части располагается ряд пятен овальной формы белого цвета, в каждой ячейке. Грудь и брюшко чёрного цвета.
В Южной Азии у самок Papilio polytes выделяют три формы или морфы:
- cyrus

Эта форма похожа на самца, только с выраженными пятнами в виде полумесяцев красного цвета на обратной стороне задних крыльев и хвостовыми отростками. Это наименее распространено из трех форм.
- stichius

Эта форма внешне похожа на Atrophaneura aristolochiae, является самой распространенной.
- romulus

Самки этой формы похожи на Atrophaneura hector, но не столь похожи на оригинал. Отличительной особенностью является цвет брюшка у Atrophaneura hector — красного цвета, а у romulus — чёрного.

## Места обитания
Papilio polytes предпочитают умеренно лесистые участки влажных районов Азии, встречаются в горах, городских садах и на цитрусовых плантациях.

## Подвиды
- Papilio polytes polytes;
- Papilio polytes alcindor Oberthür, 1879;
- Papilio polytes alphenor Cramer, [1776]
- Papilio polytes javanus Felder, 1862;
- Papilio polytes ledebouria Eschscholtz,
- Papilio polytes liujidongi Huang, 2003
- Papilio polytes mandane Rothschild, 1895;
- Papilio polytes messius Fruhstorfer, 1909
- Papilio polytes nikobarus C. Felder, 1862
- Papilio polytes nicanor C. & R. Felder, 1865
- Papilio polytes pasikrates Fruhstorfer, 1908;
- Papilio polytes perversus Rothschild, 1895
- Papilio polytes polycritos Fruhstorfer, 1902
- Papilio polytes romulus Cramer, [1775];
- Papilio polytes sotira Jordan, 1909
- Papilio polytes steffi (Page & Treadaway, 2003);
- Papilio polytes stichioides Evans, 1927
- Papilio polytes theseus Cramer, [1777];
- Papilio polytes timorensis C. & R. Felder, 1864
- Papilio polytes tucanus Jordan, 1909
- Papilio polytes vigellius Fruhstorfer, 1909

## Размножение

### Яйцо
Яйца откладываются поодиночке на верхнюю часть листьев. округлой формы желтой или светло-оранжевой окраски.

### Гусеница
Первые несколько линек гусеницы чёрного цвета и напоминают гусениц Papilio demoleus. Впоследствии они становятся тёмно-зелёного цвета, с поперечными полосами чёрного цвета на 4-м и 5-м сегментах, а также косыми чёрно-белыми полосами на 8-м и 9-м сегментах, чем напоминают гусениц Papilio polymnestor. Последние отличаются головой зеленого цвета, которая у гусениц Papilio polytes красно-коричневого цвета. Гусеницы Papilio polytes часто страдают от паразитических ос.

### Куколка
Куколка светло-зеленого цвета, длиной 2—4 см, прикрепляется к нижней стороне листьев и веток, кормовых деревьев.

## Кормовые растения гусениц
Гусеницы питаются листьями кустарников и деревьев семейства рутовые:
- Баиль
- Atalantia racemosa
- Цитрус spp. (C. aurantifolia, C. grandis, C. limon, C. medica, C. sinensis)
- Glycosmis arborea
- Муррайя Кёнига
- Муррайя метельчатая

- яйцо
- Гусеницы
- Куколка